# كفر أبو ناصر
قرية كفر ابوناصر هي إحدى القرى التابعة لمركز دكرنس في محافظة الدقهلية في جمهورية مصر العربية. حسب إحصاءات سنة 2006، بلغ إجمالي السكان في كفر ابوناصر 5994 نسمة، منهم 2900 رجل و3094 امرأة.

## التاريخ
قرية كفر أبو ناصر من القرى القديمة، حيث وردت باسم «كفر القليوبية أبو ناصر» في أعمال الدقهلية والمرتاحية ضمن قرى الروك الناصري التي أحصاها ابن الجيعان في كتاب «التحفة السنية بأسماء البلاد المصرية». وفي العصر العثماني وردت باسم «كفر بني ناصر» في التربيع العثماني الذي أجراه الوالي العثماني سليمان باشا الخادم في عصر السلطان العثماني سليمان القانوني ضمن قرى ولاية الدقهلية، وفي تاريخ 1228هـ/1813م الذي عدّ قرى مصر بعد المسح الذي قام به محمد علي باشا باسم «كفر أبو ناصر» ضمن قرى مديرية الدقهلية.